# Wroughtonia similis
Wroughtonia similis – gatunek błonkówki  z rodziny męczelkowatych i podrodziny Helconinae.
Gatunek ten opisali po raz pierwszy Khuat Dang Long, Cornelis van Achterberg, James M. Carpenter i Nguyen Thi Oanh w 2020 roku. Opisu dokonali na podstawie pojedynczej samicy, odłowionej w maju 2006 roku w A Roang na terenie wietnamskiej prowincji Thừa Thiên-Huế.
Błonkówka ta ma ciało o długości 11 mm, przednie skrzydło o długości 9,5 mm i oraz osłonkę pokładełka o długości 13 mm. Ubarwiona jest głównie ciemnobrązowo. 41-członowe czułki są brązowe z kremowobiałymi członami od 12. do 23. Głaszczki są żółte. Długość głaszczków szczękowych jest 1,7 raza większa niż głowy. Czoło cechuje się guzkiem o stępionej części grzbietowej i z występem w połowie długości. Głowa patrząc od góry jest 1,4 raza szersza niż długa. Wysokość oczu złożonych jest 1,4 raza większa od wysokości skroni. Długość mezosomy jest 2,4 raza większa niż jej wysokość. Powykrawane na przedzie notauli zlewają się ku tyłowi z rejonem grubo pomarszczonego oskórka. Powierzchnia pozatułowia jest pomarszczona, zaopatrzona w nasadowe żeberko i wąską areolę. Skrzydła mają przezroczystą błonę oraz brązowe żyłki i pterostygmę. Użyłkowanie przedniego skrzydła cechuje się żyłką 3-SR dwukrotnie dłuższą od żyłki radialnej oraz żyłką 2-M dwukrotnie dłuższą od żyłki 3-SR. Z kolei w skrzydle tylnym długość żyłki 1-M wynosi 0,3 długości pierwszej żyłki radialno-medialnej (1r-m). Na krawędzi tylnego skrzydła występuje pięć zaszczepek. Odnóża przedniej i środkowej pary są żółte z jaśniejszymi stopami, zaś tylnej pary żółte z przyciemnionymi wierzchołkami ud i goleni oraz białawożółtymi stopami. Tylne uda mają na spodzie piłkowanie i krótki guzek; nie licząc tychże są 4,4 raza dłuższe niż szerokie. Metasoma ma pierwszy tergit żółty, zaś pozostałe brązowe. Grzbietowe żeberko na pierwszym tergicie metasomy sięga do 0,7 jego długości.
Owad orientalny, znany wyłącznie z lokalizacji typowej w środkowym Wietnamie.